# Sakura (Tochigi)
Sakura (さくら市 Sakura-shi?) es una ciudad ubicada en la prefectura de Tochigi, Japón.
La ciudad fue fundada el 28 de marzo de 2005 mediante la fusión de los pueblos de Kitsuregawa y Ujiie, ambos pertenecientes al distrito de Shioya. Se sitúa a unos 115 km al norte de Tokio y a unos 15 km al norte de Utsunomiya. Se tardan unas 2 horas y 15 minutos para llegar a la ciudad desde la capital en tren y unos 15 minutos desde Utsunomiya. Es una ciudad hiragana.
| Pueblo antiguo | Población (2003) | Área (km²) |
| Kitsuregawa    | 11143            | 75,47      |
| Ujiie          | 29898            | 49,99      |

Para el 1 de agosto de 2005, la ciudad tenía una población estimada en 41640 y la densidad de población era de 331,89 personas por km². El área total es de 125,46 km². Para el 1 de noviembre de 2010, la ciudad alcanzó los 43560 habitantes con una densidad de 347 habitantes por km².

## Geografía
La ciudad es atravesada por los ríos siguientes:
- Kinugawa
- Aragawa
- Egawa
- Uchigawa,
- Gogyōgawa

## Ciudades hermanadas
- Koga (Ibaraki)